# Hylaeus lemuriae
Hylaeus lemuriae är en biart som först beskrevs av Raymond Benoist 1945.  Hylaeus lemuriae ingår i släktet citronbin, och familjen korttungebin. Inga underarter finns listade i Catalogue of Life.